# Daniel Skerl
Daniel Skerl (* 21. März 2003 in Triest) ist ein italienischer Radrennfahrer, der auf der Straße aktiv ist.

## Sportlicher Werdegang
Mit dem Wechsel in die U23 wurde Skerl 2022 Mitglied im Cycling Team Friuli, dem Nachwuchsteam vom UCI WorldTeam Bahrain Victorious. Seinen ersten Sieg bei einem internationalen Rennen erzielte er bei der Tour Alsace 2023, als er die zweite Etappe im Massensprint gewann. Unmittelbar im Anschluss entschied er bei der Tour of Szeklerland erneut eine Etappe für sich. Mit der Popolarissima 2024 war er auch erstmals bei einem Eintagesrennen erfolgreich.
Zur Saison 2025 erhielt Skerl einen Vertrag bei Bahrain Victorious, zuvor erhielt er in der zweiten Saisonhälfte 2024 die Möglichkeit, als Stagiaire für das WorldTeam zu fahren.

## Erfolge
2023
- eine Etappe Tour Alsace
- eine Etappe Tour of Szeklerland

2024
- Popolarissima
- eine Etappe und Nachwuchswertung Ronde de l’Oise